# 拉萨尔主义

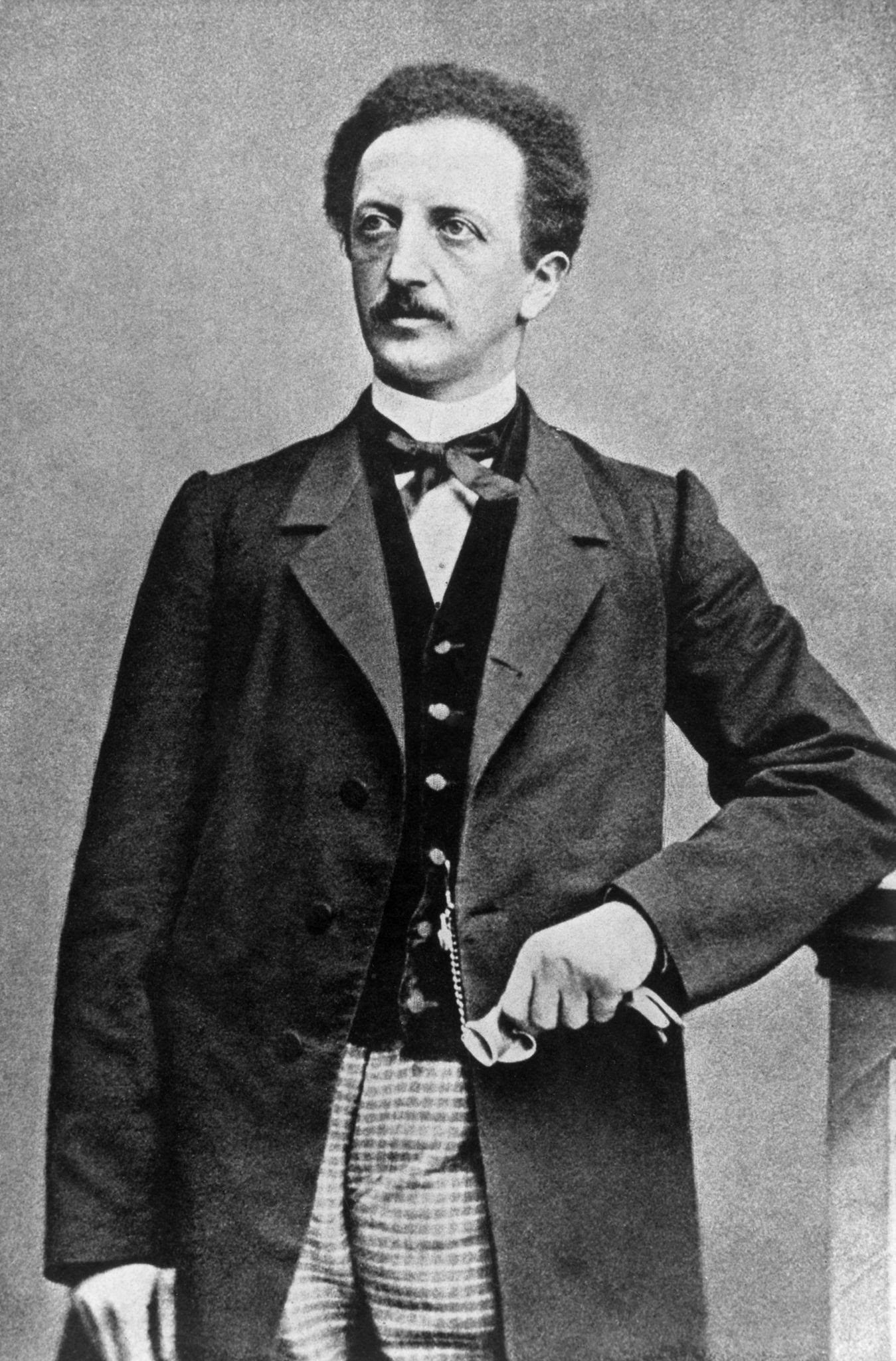
斐迪南·拉萨尔

拉萨尔主义（德語：Lassalleanismus）是1860年代—1870年代德国工人运动中出现的一种机会主义思潮，因其创始人、德意志工人运动鼓动家斐迪南·拉萨尔而得名。拉萨尔主义认为，在资本主义制度下，工人阶级的贫困源于所谓“铁的工资规律”。为了废除这一规律，必须建立生产合作社，使工人成为企业的主人，获得全部劳动成果。要建立生产合作社，依赖国家的帮助；要争取国家的支持，则需要推动普选权的实现，通过组建全德工人联合会，进行和平、合法的宣传与鼓动。拉萨尔主义还反对建立工农联盟，称农民和小资产阶级为“反动的一帮”，并支持普鲁士王国通过战争自上而下地实现德意志统一，试图将工人运动引向国有社会主义的道路。其核心思想是在普鲁士政府的资助下建立生产合作社，并争取普选权，以和平方式实现社会主义。卡尔·马克思和弗里德里希·恩格斯在《论蒲鲁东》《哥达纲领批判》等著作中，对拉萨尔主义进行了彻底批判，指出拉萨尔的社会主义只会谩骂资本家，却讨好落后的普鲁士容克，是典型的“普鲁士王国政府的社会主义”。